# Miklós Herczeg
Miklós Herczeg (ur. 26 marca 1974 w Zalaszentgrócie) – węgierski piłkarz występujący na pozycji napastnika, reprezentant kraju, trener piłkarski.

## Życiorys
Junior Győri ETO, w 1991 roku został włączony do pierwszej drużyny. 18 maja 1994 roku zadebiutował w reprezentacji w zremisowanym 2:2 towarzyskim meczu z Chorwacją. W 1995 roku został wypożyczony do drugoligowego Soproni LC, a następnie przeszedł do Újpestu. W sezonie 1997/1998 zdobył z klubem mistrzostwo kraju. W sezonie 1999/2000 wrócił do Győri ETO, po czym ponownie podpisał kontrakt z Újpestem, zdobywając w 2002 roku Puchar Węgier. Po przybyciu do klubu Túlio z uwagi na przesunięcie do funkcji rezerwowego, Herczeg postanowił opuścić klub i ponownie związał się z Győri ETO. Z powodu niestabilnej sytuacji na początku 2004 roku opuścił klub, podpisując umowę z DAC Dunajská Streda. Po zakończeniu sezonu wrócił na Węgry, gdzie grał w Honvédzie, Lombardzie Pápa i DAC 1912 FC. Od 2008 roku występował w klubach amatorskich.
W 2019 roku na krótko był trenerem Győri ETO. Prowadzona przez niego drużyna na dziewięć meczów wygrała sześć.

## Statystyki ligowe
| Sezon         | Klub                        | Liga    | Mecze | Gole |
| ------------- | --------------------------- | ------- | ----- | ---- |
| 1991/1992     | Győri Rába ETO              | NB I    | 6     | 1    |
| 1992/1993     | Rába ETO FC                 | NB I    | 9     | 1    |
| 1993/1994     | ETO FC Győr                 | NB I    | 16    | 2    |
| 1994/1995     | Győri FC                    | NB I    | 24    | 3    |
| 1995/1996 (j) | Győri ETO FC                | NB I    | 1     | 0    |
| 1995/1996     | EMDSZ-Soproni LC            | NB II   | 11    | 5    |
| 1996/1997     | Újpesti TE                  | NB I    | 28    | 7    |
| 1997/1998     | Újpesti TE                  | NB I    | 33    | 12   |
| 1998/1999     | Újpest FC                   | NB I    | 32    | 4    |
| 1999/2000     | Győri ETO FC                | NB I    | 29    | 9    |
| 2000/2001     | Újpest FC                   | NB I    | 34    | 10   |
| 2001/2002     | Újpest FC                   | NB I    | 23    | 2    |
| 2002/2003     | Győri ETO FC                | NB I    | 30    | 3    |
| 2003/2004 (j) | Győri ETO FC                | NB I    | 11    | 0    |
| 2003/2004 (w) | FC DAC 1904 Dunajská Streda | 2. liga | 14    | 6    |
| 2004/2005     | Budapest Honvéd FC          | NB I    | 22    | 5    |
| 2005/2006     | Lombard Pápa Termál FC      | NB I    | 11    | 1    |
| 2006/2007     | Integrál-DAC                | NB II   | 28    | 7    |